# Антигон Каристски
Антигон Каристски или Антигон из Кариста био је граматичар, писац и песник из времена Птолемеја II Филаделфа и Птолемеја III Еуергета, живео је у 3. веку п. н. е. 
Аутор је низа биографија филозофа, посебно значајна је о Пирону.
Антигон је добио надимак „Кариста“ по месту рођења, јер је био из грчког града Каристе на острву Еубеја.
Његове приче о свим врстама необичних природних појава сачуване су до данашњих дана. Збирка прича које је саставио, а припадају епохи која му је претходила, није сачувана у свом изворном облику. Објавио Бекман (Лајпциг, 1791), Вестерман у „Scriptores rerum mirabilium graec” (Брауншвајг, 1839), и са критичким белешкама које је оставио Келер у „Rerum naturalium scriptoris Graeci minoresс” (том 1, Лајпциг, 1877).